# Tomáš Rousek
Tomáš Rousek (* 9. září 1993 České Budějovice) je český hokejový útočník.

## Hráčská kariéra
Svoji kariéru začal v klubu HC České Budějovice, kde prošel všemi mládežnickými kategoriemi. V Sezoně 2011/12 poprvé nakoukl do A-týmu. V následujícím ročníku měl rovněž vyřízené střídavé starty do IHC Písek. V létě 2013 se přesunul do týmu Mountfield HK, který získal licenci na nejvyšší soutěž od Českých Budějovic. V sezonách 2013/14 a 2014/15 nastupoval také na střídavé starty za HC Rebel Havlíčkův Brod. V následujícím ročníku měl vyřízené střídavé starty do HC Stadion Litoměřice. V květnu 2016 v Hradci skončil.

## Jednotlivé sezony
- 2007–08 HC České Budějovice – dorost
- 2008–09 HC České Budějovice – dorost
- 2009–10 HC České Budějovice – starší dorost, junioři
- 2010–11 HC České Budějovice – starší dorost, junioři
- 2011–12 HC Mountfield – junioři, A-tým (ELH)
- 2012–13 HC Mountfield – junioři, A-tým (ELH), IHC Písek (1. liga)
- 2013–14 Mountfield HK (ELH), HC Havlíčkův Brod (1. liga)
- 2014–15 Mountfield HK (ELH), HC Havlíčkův Brod (1. liga)
- 2015–16 Mountfield HK (ELH), HC Stadion Litoměřice (1. liga)
- 2016–17 Höchstadter EC Německo 3
- 2017–18 HC Ds České Budějovice Czech 3, HC Tábor Czech 3, EHC Waldkraiburg Německo 3
- 2018–19 EHC Waldkraiburg Německo 3

## Reprezentační kariéra
- 2009–10 Česko "17"
- 2010–11 Česko "18"
- 2011–13 Česko "19"
- 2011–13 Česko "20"